# Rudolph Levin Marschall
Rudolph Levin Marschall, zeitgenössisch auch Marschalch oder Marschalk, (* 28. Juli 1605 in Herrengosserstedt; † 6. Juni 1673 in Altengottern) war ein kursächsischer Kammerherr, Erbmarschall in Thüringen, Rittergutsbesitzer und Begründer der Linie Altengottern des thüringischen Adelsgeschlechtes Marschall.

## Leben

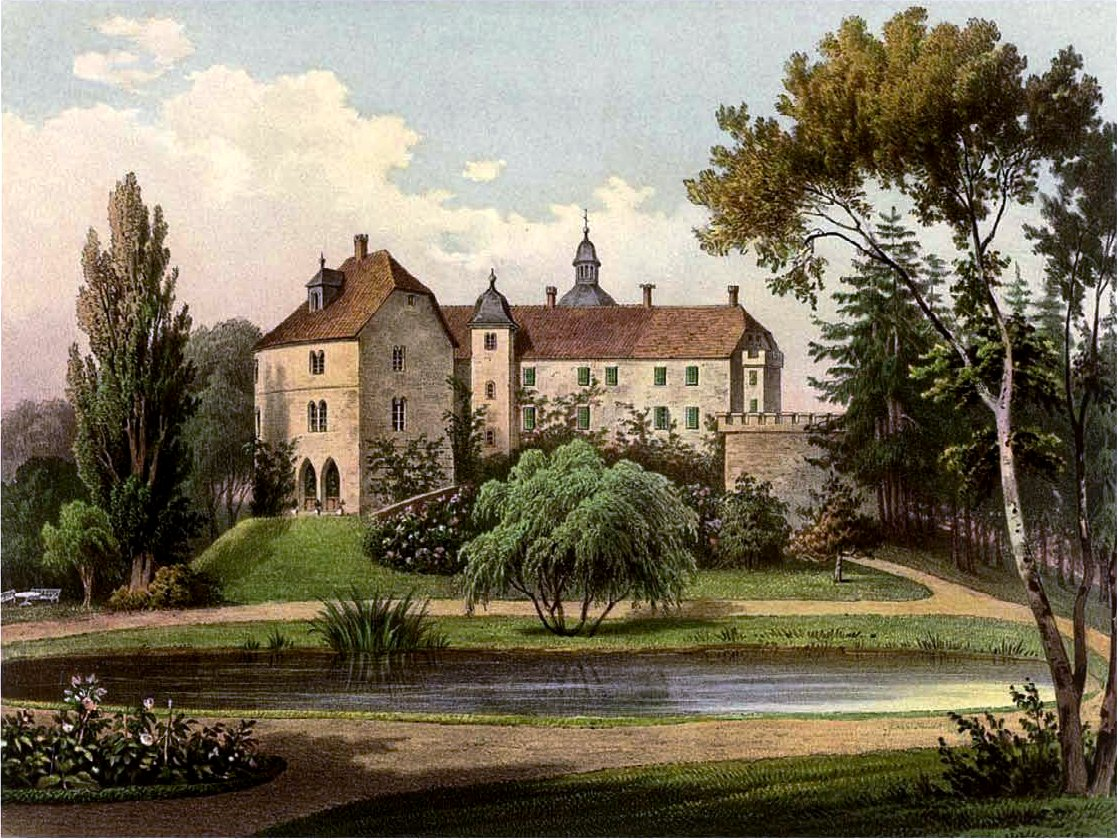
Im Auftrag von Rudolph Levin Marschall errichtetes Schloss Altengottern

Rudolph Levin stammt aus der seit dem Mittelalter in Herrengosserstedt ansässigen Familie Marschall, die das Erbmarschallamt der Landgrafen von Thüringen besaß. Die Familie war weitverzweigt. So besaß sein Vater Wolf Marschall eines der vielen Rittergüter in Herrengosserstedt und war kursächsischer Oberst zu Ross sowie Amtshauptmann der Ämter Langensalza und Weißensee. Seinen Anteil an diesem Gut in Herrengosserstedt verkaufte Rudolph Levin Marschall gewinnbringend.
1632 heiratete Rudolph Levin von Marschall Anna Gertrud von Hagen (1605–1643), die Erbtochter des letzten Hagen-Besitzers auf Altengottern. Er übernahm 1634 das Rittergut Altengottern (später I oder Schloss genannt) und erlebte, wie das Rittergut 1641 beim Einfall der Schweden im Flammen aufging. Er bemühte sich um den Wiederaufbau des Gutes Altengottern, mit dem er 1652 von Kurfürst Johann Georg I. von Sachsen belehnt wurde.
Er war außerdem in den Besitz des Amtes Hardisleben gelangt, das er mit Konsens von Sachsen-Altenburg 1650 an die Familie von Uffeln verkaufte.
1652 wurde er Mitglied der Fruchtbringenden Gesellschaft, in der er den Beinamen Der Abschaffende erhielt.
Ab 1662 bemühte er sich um den Kauf des Ritterguts Lodersleben.
Seine Söhne Georg Rudolph und Levin Adolph Marschall erbten den väterlichen Besitz. Der Älteste übernahm Alterngottern. Johann Adolph Marschall ist sein jüngster Sohn, der bereits auf Herrengosserstedt geboren wurde, nachdem sein Vater das an fremde Hände gefallene dortige Familiengut Schritt für Schritt zurückerwarb.